# Bourse infra-patellaire profonde
La bourse infra-patellaire profonde (ou bourse séreuse pré-tibiale profonde ou bourse sous-rotulienne profonde ou bourse séreuse intertendino-tibiale de Dujarier) est une bourse synoviale du membre inférieur située au niveau du genou.

## Description
La bourse infra-patellaire profonde est située entre le ligament de la patella et la face antérieure de l'extrémité proximale du tibia.